# Gropius House
Das Gropius House ist das ehemalige Wohnhaus des Architekten Walter Gropius in Lincoln im Bundesstaat Massachusetts der Vereinigten Staaten. Es wurde 1938 errichtet und von Gropius und seiner Familie bis zu seinem Tod im Jahr 1969 bewohnt. 1988 wurde es als Contributing Property des Woods End Road Historic District in das National Register of Historic Places eingetragen und im Jahr 2000 als National Historic Landmark klassifiziert. Heute ist es im Besitz von Historic New England und seit 1984 als Museum der Öffentlichkeit zugänglich.

## Beschreibung
Der Eintrag des NRHP umfasst mit einer Fläche von mehr als 2 Hektar das Wohnhaus selbst, die Garage, die zu einem Besucherzentrum umgebaut wurde, und die landschaftliche Gestaltung des Grundstücks.

### Wohnhaus

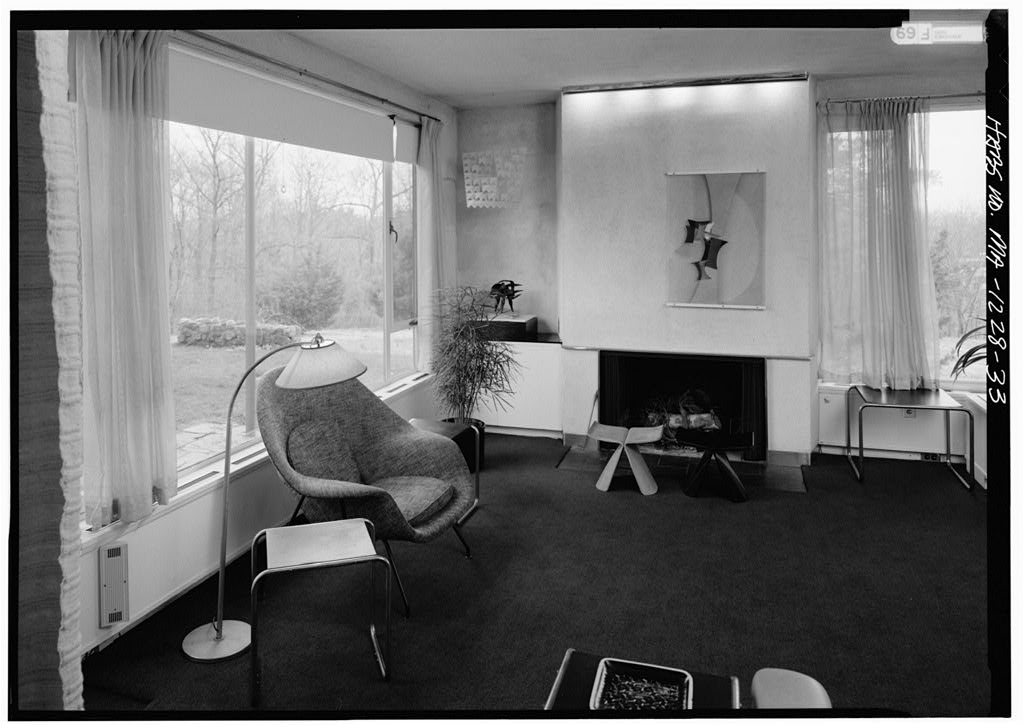
Das Wohnzimmer des Hauses, kurz nach Fertigstellung

Das Haus befindet sich in einem ländlichen Umfeld rund 30 Meter von der Straße abgesetzt auf dem höchsten Punkt eines Hügels in der Mitte des Grundstücks. Richtung Westen liegen der Mount Wachusett und der Mount Monadnock in Sichtweite.
Obwohl das Unternehmen von Walter Gropius und seinem Partner Marcel Breuer als Architekt des Wohnhauses eingetragen ist, war es eigentlich eine Gemeinschaftsarbeit vieler Personen, zu denen auch Walters Frau Ise und seine zu diesem Zeitpunkt zwölfjährige Adoptivtochter Ati gehörten. Auch die unmittelbare Umgebung des Hauses wurde von ihnen mitgestaltet.
Das Wohnhaus ist strukturell eine Kombination aus einem Balloon Frame und einigen verstärkt ausgeführten Einzelelementen in Anlehnung an die Holzfachwerk-Bauweise, wie sie in Neuengland bis zur Mitte des 19. Jahrhunderts vorherrschend war. Neben Holz wurden aber auch Stahlträger bzw. -säulen verwendet.
Gropius verwendete zum Bau des Hauses ausschließlich Werkstoffe und Bauteile, die als Standard- bzw. Katalogware bestellt werden konnten. Dies geschah zum einen aus ökonomischen Gründen, zum anderen wollte er aufzeigen, dass sich aus bereits bestehenden amerikanischen Industrieprodukten moderne Bauwerke errichten ließen. Die einzigen beiden Ausnahmen von dieser Regel sind der vor Ort aus Metall angefertigte Handlauf der Treppe sowie die im Freien angebrachten Spotlichter.
Das mit einem Flachdach ausgestattete Haus ist zwei Stockwerke hoch, steht auf einem Steinfundament und verfügt über eine Wohnfläche von rund 214 Quadratmeter. Die Wände bestehen aus weiß angestrichenem Holz des Mammutbaums. An der Westseite gibt es einen im flämischen Verband gemauerten, grau angestrichenen Kamin. Große Fensterflächen in den Wohnbereichen sorgen für viel Licht; um die Sonneneinstrahlung auf der Südseite abzumildern, wurde das Dach verlängert, um im Sommer einen Brise-soleil zu bilden. Ein zentral angelegter Wasserablauf machte die Installation von Dachrinnen überflüssig. Das Haus ist nur teilweise unterkellert. Besonders markant ist der langgezogene, überdachte Eingangsbereich, der sich in einem 30-Grad-Winkel vom Gebäude entfernt.
Der Eingang führt zu einer zentralen, bis zum Dach reichenden Halle, von der aus auf beiden Etagen alle Räume abzweigen, sodass kein Bedarf für Korridore bestand. Die Wände der Halle sind mit weißen, vertikal angebrachten Holzbrettern verkleidet, während der Fußboden aus Korkplatten besteht, die 1988 aufgrund von starker Abnutzung ausgetauscht werden mussten. Alle anderen Oberflächen im Haus – sowie selbst einige der Pflanzen – sind noch heute im Original erhalten.
Die geographische Lage und Ausrichtung des Hauses, die Größe und Position der Fenster sowie die landschaftliche Gestaltung der Umgebung waren das Ergebnis einer langen Planungsphase, die dem Bau vorausging. Die Räume wurden so gestaltet, dass die Familie den Großteil ihrer Möbel aus ihrem Wohnhaus in Dessau sowie ausgewählte Stücke aus Gropius’ Büro im Bauhaus Dessau mitnehmen konnte. Einige Einrichtungsgegenstände wurden auch explizit für das Haus in Lincoln angefertigt. Heute stellen die dort vorhandenen Möbel die umfangreichste Sammlung von Bauhaus-Objekten außerhalb von Deutschland dar.
Die Familie erwarb zudem weitere zeitgenössische Einrichtungsgegenstände oder erhielt sie als Geschenk. Dazu zählen beispielsweise eine von Marcel Breuer entworfene und in Großbritannien von Isokon aus Furniersperrholz hergestellte Chaiselongue, eine weitere, aus Kunststoff bestehende Chaiselongue von Eero Saarinen sowie zwei 1956 von Sori Yanagi entworfene Stühle. Besonders stolz war die Familie auf die Kohlebogenlampe über dem Esstisch.
Verteilt im gesamten Haus befinden sich Kunstwerke aus der Sammlung der Familie Gropius, die von Künstlern wie Alexander Schawinsky, Herbert Bayer, László Moholy-Nagy und Josef Albers geschaffen wurden. Eine kleine Bronzefigur im Wohnzimmer ist eine Kopie der Statue Thermopylae von Dimitri Hadzi, deren Original im John F. Kennedy Federal Building in Boston zu sehen ist.

### Landschaftsgestaltung

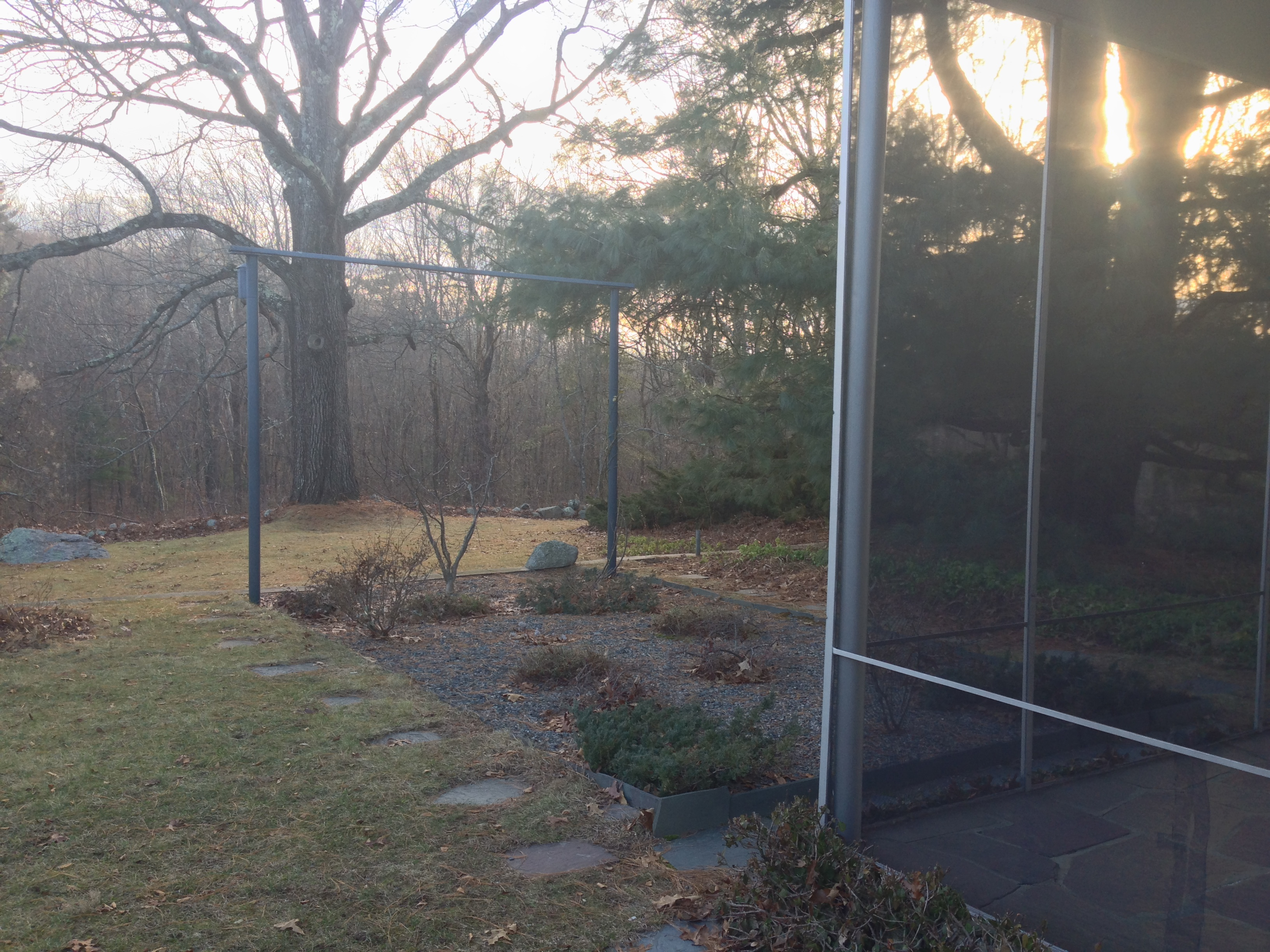
Der Torbogen abseits der Veranda rahmt den Blick in die Ferne ein. Zwischen Veranda und Torbogen befindet sich der japanische Garten.

Zum Zeitpunkt der Planungen gab es außerhalb des Grundstücks einen Obstgarten mit 90 Apfelbäumen, von denen die Familie fünf auswählte, um sie auf ihr Grundstück zu versetzen und in die Gestaltung mit einzubeziehen. Grundsätzlich wurde die Umgebung des Hauses so gestaltet, dass sie mit zunehmender Entfernung zum Wohnhaus immer weniger von Menschen geschaffen wirkte und an der Grundstücksbegrenzung nahtlos in die natürliche bzw. vorgefundene Umgebung überging.
Rund 6 Meter südlich der Veranda wurde ein Torbogen errichtet, dessen aus Baustahl
gefertigte Säulen einen Holzbalken tragen. Der Zweck dieses Torbogens besteht im Wesentlichen darin, Blicken in weiter entfernte Bereiche einen visuellen Rahmen zu geben. Weitere Gestaltungselemente umfassen niedrige Steinmauern, die teilweise bereits aufgrund der vorherigen landwirtschaftlichen Nutzung vorhanden waren oder neu hinzugefügt wurden. Auch die Pflanzen des Grundstücks wurden teilweise einzeln ausgewählt und gezielt platziert; so sollen die Tag- und Palmlilien am Hauseingang die optische Wirkung der dort befindlichen Aluminiumskulptur von R. E. Filipowski unterstützen. Da Ise und Walter Gropius keine gelernten Landschaftsarchitekten waren, nahm die Gestaltung der Hausumgebung einen langen Zeitraum in Anspruch und wurde immer wieder angepasst.
Die letzte größere Änderung bestand im Jahr 1957 in der Umgestaltung eines Teils der Außenbereiche zu einem Japanischen Garten, zu dem die Familie auf einer vorhergehenden Reise nach Japan inspiriert worden waren. In diesem Zuge pflanzten sie auch einen Fächer-Ahorn neu.